# Feines Knochenporzellan
Feines Knochenporzellan (englisch fine bone china) ist ein Weichporzellan und die Weiterentwicklung von Knochenporzellan. 
Feines Knochenporzellan galt seit Jahrhunderten als Krönung der chinesischen Kunst der Porzellanherstellung. Es zeichnet sich durch einen festen, strahlend weißen, durchsichtig scheinenden Scherben aus, welcher von brillantem Glanz ist.
Ende des 18. Jahrhunderts gelang es dem Engländer Josiah Spode, die geheimen Rezepturen nachzuformulieren und schließlich europäisches Knochenporzellan herzustellen. Zusätzlich zu den bisher bekannten Grundstoffen Kaolin, bildsamer Ton, Quarz und Pegmatit verwendete er Knochenasche.  
Die Erfindung von Spode erlaubte ab 1817 die industrielle Herstellung von fine bone china, wodurch die bisherige Monopolstellung Chinas für diese Produkte aufgehoben und durch gleichwertige europäische ersetzt werden konnte.
| Klasse: Sinterzeug | Unterklasse: Porzellan | Gruppe: Weichporzellan | Untergruppe: Knochenporzellan auch - Feines Knochenporzellan |